# Acacia colei
Acacia colei är en ärtväxtart som beskrevs av Bruce R. Maslin och L.A.J.Thomson. Acacia colei ingår i släktet akacior, och familjen ärtväxter. Inga underarter finns listade i Catalogue of Life.